# Verbot der Milizjagd im Kanton Genf

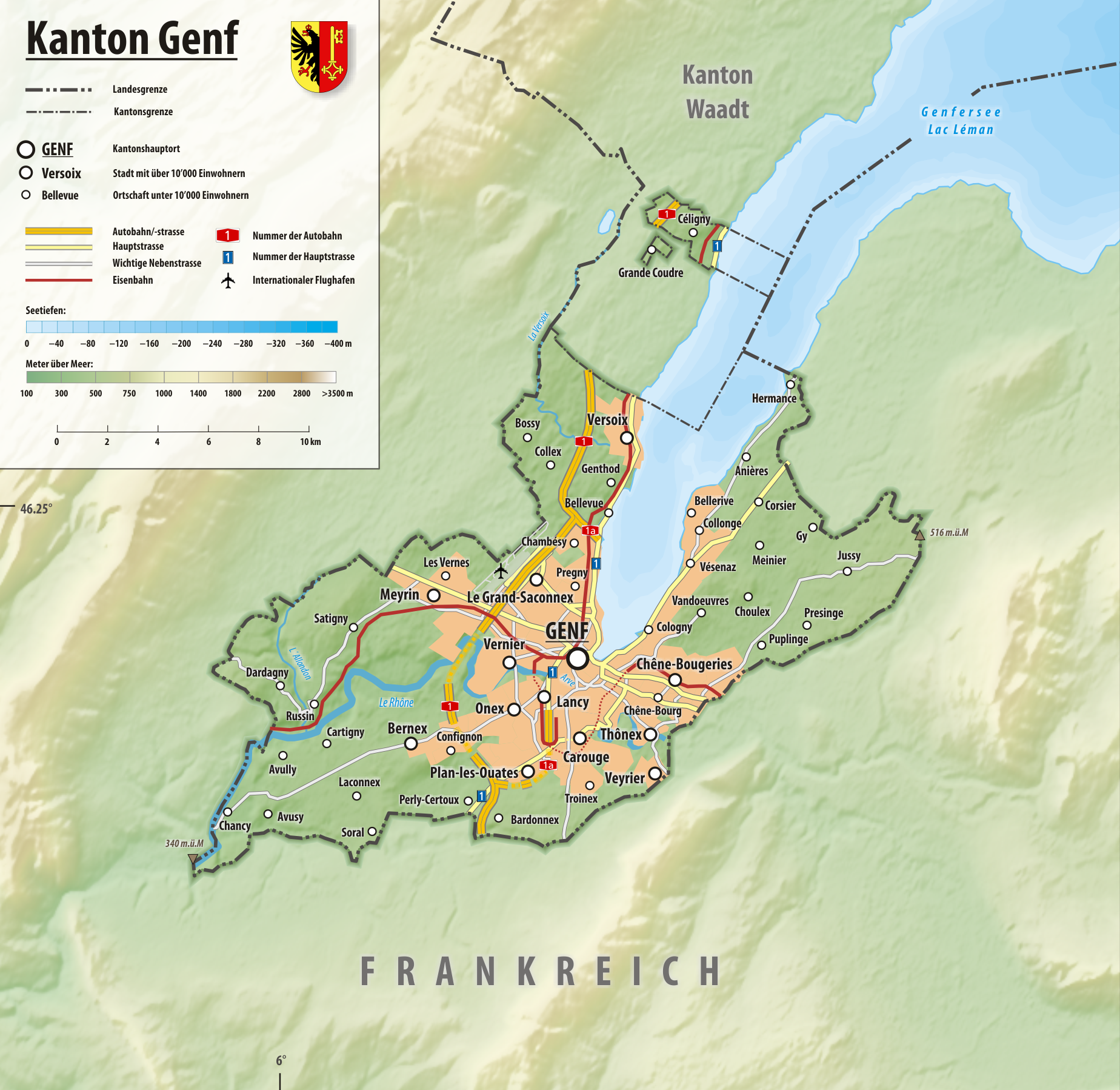
Reliefkarte des Kanton Genf

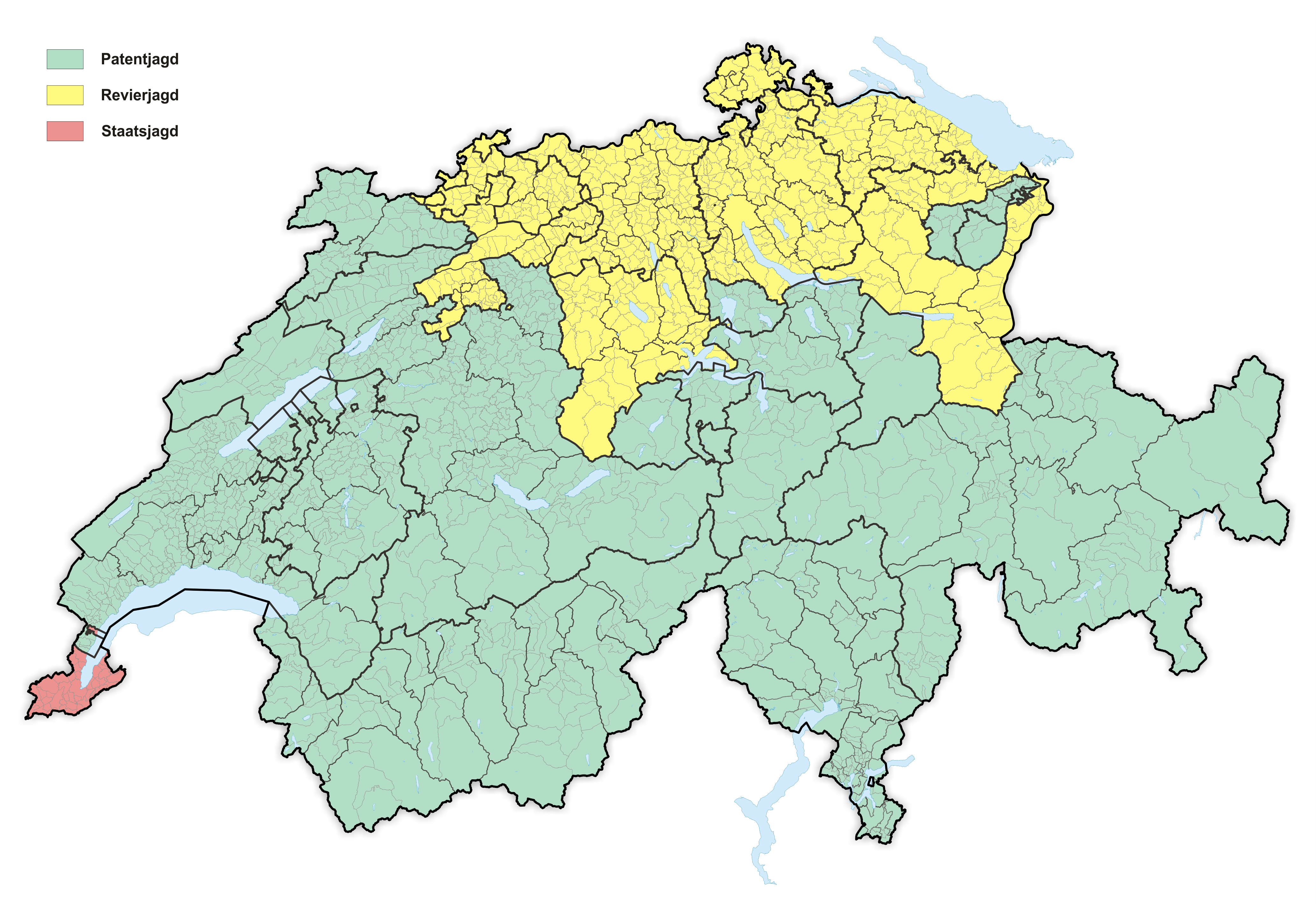
Jagdsysteme in der Schweiz (Kanton Genf unten links), grün = Patentjagd, gelb = Revierjagd, rot = Staatsjagd

Das Verbot der Milizjagd im Kanton Genf besteht seit 1974 und verbietet die Ausübung der Jagd durch private Jäger (Milizsystem). Jagdliche Massnahmen im Rahmen der seither praktizierten Staats- bzw. Regiejagd, wie den Abschuss von Wildschweinen und Rehen zur Prävention von Schäden in Land- und Forstwirtschaft, übernehmen kantonal angestellte Jäger der Genfer Wild- und Fischereibehörde.

## Geschichte
In der Schweiz verleiht Grundbesitz, anders als in Deutschland, Österreich und anderen europäischen Ländern, kein subjektives Jagdrecht. Als sogenanntes Jagdregal liegt das subjektive Jagdrecht in den Händen der einzelnen Schweizer Kantone, die es den Bürgern in Form der Patent- oder Revierjagd zugänglich machen. Die stark urban geprägte Stadt-Republik Genf zählte in der Zeit vor 1974 einige hundert aktive Jäger und praktizierte ein Patentjagdsystem.
Anfang der 1970er Jahre wurde von einer kleinen Gruppe von Aktivisten eine Volksinitiative zum Verbot der Milizjagd angestoßen. Am 6. Juni 1972 wurde die Volksinitiative Nr. 3877, mit der die Kantonsverfassung um ein entsprechendes Verbot ergänzt werden sollte, samt 24.185 Unterschriften (gesetzliches Minimum: 10.000 Unterschriften) offiziell eingereicht. In der folgenden Volksabstimmung am 19. Mai 1974 sprach sich bei einer Wahlbeteiligung von 22 % und 10.748 Nein-Stimmen eine Mehrheit von 25.776 Ja-Stimmen für ein Verbot der Milizjagd aus. Als Konsequenz wurde Art. 178 A in die Verfassung aufgenommen:

«Die Jagd auf Säugetiere und Vögel ist in allen ihren Ausgestaltungen auf dem gesamten Gebiet des Kantons Genf verboten.
Auf Stellungnahme einer aus Vertretern der Tier- und Naturschutzvereinigungen gebildeten Kommission hin kann der Staatsrat das Verbot aufheben, um eine Selektion und einen besseren Gesundheitszustand der Tierwelt sicherzustellen oder um schädliche Arten auszumerzen.»

2009 wurde ein Antrag zur partiellen Wiedereinführung der Milizjagd im Kantonsparlament mit 70:7 Stimmen abgelehnt. Allerdings kam es 2012 im Zuge der Einführung einer neuen Verfassung für den Kanton Genf zu einer Lockerung des Verbotsparagraphen. Der Genfer Regierung steht es nun frei, selbständig und ohne die zuvor erforderliche Zustimmung einer Kommission aus Vertretern von Tier- und Naturschutz über Abweichungen oder die zeitweise Aufhebung des Verbots zu entscheiden. Seither heißt es in Art. 162 der Verfassung:

«Die Jagd auf Säugetiere und Vögel ist verboten. Amtliche Massnahmen zur Regulierung des Tierbestands bleiben vorbehalten.»

Die Berufsfischerei und die private Angelfischerei sind von dem Verbot nicht betroffen.

## Massnahmen und Auswirkungen
In den letzten Jahrzehnten kam es, dem Trend im gesamten west- und mitteleuropäischen Raum folgend, zu einer Rückkehr mehrerer grosser Wildtierarten in den Kanton Genf.
Neben passiven Massnahmen zur Wildschadensprävention, wie etwa Elektrozäunen gegen Wildschweine sowie Geräten, die Alarmtöne ausstossen, wenn sich Rehe nähern, werden auch Abschüsse durch Berufsjäger der Genfer Wild- und Fischereibehörde vorgenommen. In der offiziellen eidgenössischen Jagdstatistik werden die behördlichen Abschüsse im Kanton Genf als «Spezialabschuss» gelistet. Der Rechenschaftsbericht der Genfer Wild- und Fischereibehörde für die Jahre 2014 bis 2017 listet verschiedene Arten, die wegen der von ihnen versuchten Wildschäden als Problem gelten und gegenwärtig (vor allem Wildschweine, Rehe, Rabenvögel) oder in absehbarer Zeit (Rothirsche) durch Abschüsse vergrämt oder in ihrem Bestand reduziert werden.
Der seit Ende der 1990er Jahre stark erhöhte Abschuss von Wildschweinen – im Berichtszeitraum von 2014 bis 2017 wurden daher von der Genfer Wildhut im Jahresdurchschnitt 187 Wildschweine getötet – wird als Grund dafür gesehen, dass die landwirtschaftlichen Schäden auf ein erträgliches Niveau gebracht werden konnten. Gemäss den Abschussrichtlinien werden weder grosse Keiler, noch führende Bachen geschossen. Um bei den Wildschweinen das langfristig angestrebte Ziel von 3 bis 4 Tieren pro Quadratkilometer zu erreichen, werden jährlich rund 50 % des Bestandes getötet. Das bei den Abschüssen anfallende Wildbret wird in Genf verkauft und erfreut sich in der Bevölkerung grosser Beliebtheit.
Erhebliche Waldschäden durch Schalenwild – das Rehwild erreicht Dichten von 10–15 Stück pro km² Wald – erzwangen die Erstellung eines Wald-Wild-Konzeptes gemäss der «Vollzugshilfe Wald und Wild» des Bundesamtes für Umwelt (BAFU). Als Gegenmassnahmen wurden der Bau von Wildzäunen verstärkt sowie mit zielgerichteten Abschüssen beim Rehwild begonnen. Neben dem Wald sind in Bezug auf die Rehe vor allem Schäden in Weinbergen und Streuobstwiesen problematisch.
Zur Vergrämung von Rabenvögeln und Tauben im Bereich von besonders schadanfälligen Sonderkulturen wurde ein Falkner verpflichtet.

## Kritik
Eric Schweizer, Präsident des Genfer Jägerverbands La St Hubert, dessen Mitglieder seit 1974 z. T. im Nachbarkanton Waadt und Frankreich weiter jagen, kritisierte 2014 die Staatsjagd im Kanton. So sei der Bestand des Rebhuhns stark zurückgegangen und das Kaninchen sogar ausgerottet worden. Schweizer erklärte, «staatlich bezahlte Wildhüter, aber auch ‹genehmigte Private› [hätten] von 1974 bis heute mehr als 31'000 diverse Vögel – Wildtauben, Enten, Stare, Rabenvögel und sogar Reiher – sowie tausende Säugetiere – Kaninchen, Hasen, Wildschweine, räudige Füchse und in den letzten Jahren auch Rehe – abgeschossen».